# Alan Grant (Parque Jurásico)
Alan Grant es un personaje ficticio y el protagonista principal de la novela Parque Jurásico escrita por Michael Crichton en 1990. Tanto en la novela como en la película, el Dr. Alan Grant es un paleontólogo y experto en dinosaurios de fama mundial, especializado en Velociraptores. Este personaje está parcialmente inspirado en el paleontólogo Jack Horner. En la adaptación cinematográfica este personaje es interpretado por el actor neozelandés Sam Neill.

## Historia
En la novela de Jurassic Park, Grant es descrito como un jefe paleontólogo fornido, de cuarenta años de edad. Teniendo en cuenta el momento del incidente InGen y el de la publicación del libro, se supone que Grant nació alrededor del año 1950. En la novel, que es viudo, que en el libro se dice como ayudó a describir el dinosaurio Maiasaura con Jack Horner. En realidad, el personaje de Grant se basa más en el propio Horner - uno de los asesores científicos de Jurassic Park - que en "Bob" Makela (1940-1987), coautor de Horner de Maiasaura.
Grant había descubierto un esqueleto de Velociraptor en Montana cuando fue invitado a Jurassic Park, situado en Nublar, una isla selvática donde se estaban creando genéticamente dinosaurios. Fue allí donde conoció a Tim Murphy, con quien termina estableciendo una gran amistad. Grant fue el primero que confirmó el problema de reproducción en Jurassic Park con las especies Othnielia, Velociraptor, Maiasaura, Procompsognathus e Hypsilophodon. 
Más tarde, fue testigo de la fuga de un Tyrannosaurus rex de su cercado, y de su posterior ataque al resto del grupo. En la matanza posterior, Ian Malcolm resultó gravemente herido cuando el tiranosaurio lo lanzó por el aire. Poco después del ataque, se las arregló para localizar a los nietos de Hammond, y tras ser testigo de la muerte de Ed Regis, trataron de abrirse camino hasta el hotel. Grant y los niños cruzaron con éxito el sector del Tyrannosaurus y pasaron la noche en un edificio de mantenimiento. Intentando encontrar la manera de acelerar su regreso al centro de visitantes, Grant descubrió un pequeño bote inflable, con el que pudieron avanzar por el río. Después de un encuentro inicial con el tiranosaurio en la laguna, se las arreglaron para alcanzar la seguridad que ofrecía el río de la selva, un viaje que finalmente culminó para el pequeño grupo cayendo por una cascada. Tim logró escapar una vez más de las garras del Tyrannosaurus gracias al efecto de los tranquilizantes pesados de Muldoon. Tras localizar una puerta de servicio que se encontraba detrás de la cascada y que les conducía a un garaje, Grant encontró un pequeño coche eléctrico que utilizó para volver al Centro de Visitantes. 
A su regreso al centro de visitantes, Grant se da cuenta de que el velocirraptor ha escapado, y se las arregla para devolver la energía eléctrica al parque, así como para envenenar a varios velocirraptores adultos. Logra llegar a la planta de abastecimiento de agua para contar los huevos de velocirraptor, siendo más tarde rescatado por las fuerzas de Costa Rica.

## Versión de Cine

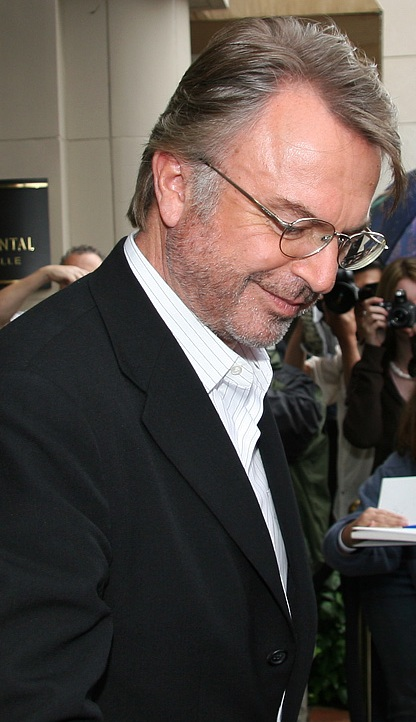
Alan Grant, en el Festival de Toronto el año 2008.

En la película, a Grant inicialmente no le gustan los niños, al contrario de lo que figura en la novela. Otra diferencia es que en el libro tiene barba tal y como señala Tim Murphy. Como en el libro, sobrevive al ataque del T. rex sobre los vehículos eléctricos y se pierde en el parque con los nietos de Hammond. Más tarde descubre huevos de dinosaurio en el viaje de vuelta al Centro de Visitantes.
Algo que siempre se dijo, y fue descartado por el propio Sam Neill, es la supuesta relación amorosa entre el Dr. Grant y la Dra. Ellie Sattler.

## Jurassic Park III
Posteriormente a los acontecimientos de la primera parte, Grant se dedicó a impartir clases acerca de la inteligencia de los velocirraptores, y se refirió a los dinosaurios que InGen había creado simplemente como "monstruos de parque de atracciones". Asimismo, añadió que nada podría hacerle volver a la Isla Sorna o a cualquiera de las otras islas de la Cinco Muertes. La tercera película muestra que, aunque Ellie Sattler y Grant siguen teniendo una relación de amistad, ya no están involucrados sentimentalmente. Más tarde, fue engañado para ir allí por un supuesto matrimonio rico que querían que actuase como guía para ellos en un vuelo sobre la Isla Sorna, cuando en realidad estaban en busca de su hijo Eric. Posteriormente, descubren la presencia en la isla de un Spinosaurus, y se da cuenta de la magnitud de la inteligencia de los velocirraptores después de que su socio Billy robara sus huevos. Fue rescatado cuando su vieja amiga y antigua colega Ellie Sattler alertó a la Armada y la Infantería de Marina y Grant acaba reuniéndose con Billy, a quien los marines encontraron herido, pero vivo.

## Jurassic Park IV
En 2008, hubo rumores acerca de que Sam Neill repetiría su papel de Alan Grant en Jurassic Park IV, en la que se hubiera visto el Parque abierto y funcional, Alan Grant hubiera estado como antagonista al lado de un mercenario y entrenador de un escuadrón de raptores, y lo más loco que se tenía para esta película cancelada eran los híbridos entré humanos y dinosaurios, aunque Neill afirmó no saber nada al respecto de este proyecto. Al final Alan Grant (Sam Neill), no apareció en esta cuarta película titulada Jurassic World.
- Datos: Q2543708
- Multimedia: Alan Grant (Jurassic Park) / Q2543708